# TRON指令
TRON是BASIC语言中的一条调试指令，其为TRace ON的缩写，主要用于调试带行号BASIC的GOTO和GOSUB语句。在文本模式环境中，例如TRS-80，MS-DOS/IBM PC-DOS，执行这条指令允许程序在屏幕上显示当前执行指令的行号。在窗口环境中，若执行了TRON指令，则会出现一个显示当前指令行号的窗口。其对应指令为TROFF，为TRace OFF的缩写，用于关闭命令追踪。